# Quitri

Mapa de la antigua Chipre con sus principales ciudades. Quitri se encontraba en el interior de la isla, a medio camino entre Ledri y Salamina.

Quitri (en griego, Χῦτροι) es el nombre de una antigua ciudad de Chipre.
En los registros asirios del siglo VII a. C. se menciona un rey de la ciudad, por lo que se ha deducido que la ciudad era un reino independiente durante la época arcaica. Ante la inexistencia de testimonios de época clásica sobre la ciudad se ha sugerido que Quitri pudo pasar a formar parte de los dominios de Salamina. A partir del periodo helenístico la ciudad volvió a resurgir. Aparece documentada en registros de teorodocos de Delfos. También se ha atestiguado el culto en la ciudad a Afrodita (donde su culto probablemente estaba asimilado con el que se rendía a Arsínoe II), Apolo Hilates, Artemisa, Hermes, Heracles, Tiqué y Cleopatra II. Sus restos se localizan al este de la actual Kephalovrysi, en la República Turca del Norte de Chipre.